# Frontalkraft
Frontalkraft ist eine Rechtsrock-Band aus Cottbus und eine der ältesten Bands der neonazistischen Hammerskins-Szene in Deutschland.

## Bandgeschichte
Bereits vor seiner Musikkarriere erlangte der Sänger Sten Söhndel im November 1992 bundesweite Bekanntheit, als der damals noch 17-Jährige Sachsendorfer in einer Ausgabe des Magazins Der Spiegel als ein Jugendaktivist der neonazistischen Kleinpartei Deutsche Alternative (DA) vorgestellt wurde. Der damalige Bundesvorsitzende der DA und frühere Cottbuser Stadtverordnete Frank Hübner (NPD) lobte Söhndel in dem Artikel als einen „zuverlässigen Kameraden“.
Die Band wurde im Oktober 1992 in Spremberg gegründet. Einige Zeit hatte die Band ihren Proberaum in einem ortsansässigen Jugendclub. Nach einem Demo 1995 erschienen die beiden Alben Wenn der Sturm sich erhebt und Operation Deutsche Nation über DiKo Musikverlag, das Label des NPD-Politikers Dieter Koch. 2001 erschien die Eigenveröffentlichung Volksmusik, die 2005 über Rebel Records neu veröffentlicht  und im Januar 2016 von der Bundesprüfstelle für jugendgefährdende Medien (BPjM) indiziert wurde. Die Band wechselte dann zum Label Front Records, auf dem die beiden Alben Wir bekennen uns (2003) und Lieder, die wir für Deutschland schrieben (2005) veröffentlicht wurden. Seit 2005 erschienen alle weiteren Veröffentlichungen über das aus dem Umfeld der Band stammende Label Rebel Records, das in jenem Jahr vom Cottbuser NPD-Aktivist Martin Seidel gegründet wurde. Das Label produziert auch andere Rechtsrock-Bands aus dem In- und Ausland. Die wohl aufwändigste Produktion des Labels war eine Box anlässlich des 15-jährigen Bestehens von Frontalkraft, welche neben drei Langspielplatten umfangreiche Materialbeilagen enthielt.
Frontalkraft traten häufig im Umfeld der NPD auf, so unter anderem beim Sachsentag 2007, beim Rock für Deutschland 2010, dem Schwabentag 2011 und dem Nationalen Kundgebungstag 2014. Im Laufe ihrer Bandkarriere haben sie mehr als 100 Konzerte gespielt, unter anderem auch im europäischen Ausland.
Im Oktober 2016 spielten Frontalkraft neben u. a. Stahlgewitter vor über 5000 Neonazis in der Schweiz auf einem der größten Rechtsrock-Konzerte der letzten 20 Jahre.

## Musikstil und Texte
Musikalisch spielt die Band überwiegend klassischen Rock, aber auch Hardrock, teilweise auch Balladen. Eine CD wurde komplett als Balladen-CD konzipiert. Die Liedtexte sind in der Regel nationalistisch. „Mehr oder weniger offen verherrlicht Frontalkraft den Nationalsozialismus, propagiert ein angeblich nordisch-germanisches Heidentum und ruft zum Kampf gegen das ‚System‘ auf“, urteilt der Sozialpädagoge Jan Raabe in einer Veröffentlichung der Bundeszentrale für politische Bildung.
Die starke rechte Politisierung der Lieder erklärt sich durch das Selbstverständnis der Band: Im Interview mit dem englischen Szene-Magazin Blood & Honour definiert die Band als Ziel ihrer musikalischen Aktivitäten, „dem Volk nationalistische Botschaften und Gedanken zu bringen“. Ihrer Meinung nach sei Musik „das optimale Medium, um die Menschen in Deutschland und Europa wachzurütteln.“

## Diskografie

### Demoaufnahmen
- 1995: Demo ’95 (Kassette, Eigenveröffentlichung)
- 2009: Demo ’95 (CD, Rebel Records) (geremasterte und digitalisierte Version der 1995 erschienenen Demokassette)

### Alben
- 1996: Wenn der Sturm sich erhebt (CD, DiKo Musikverlag)
- 1998: Operation Deutsche Nation (CD, DiKo Musikverlag)
- 2001: Volksmusik (CD, Eigenveröffentlichung), indiziert[2]
- 2003: Wir bekennen uns (CD, Front Records)
- 2005: Lieder, die wir für Deutschland schrieben (CD, Front Records)
- 2008: Nacktes Land (CD, Rebel Records), (Erstauflage indiziert, weitere Auflagen erschienen ohne das Lied Talkshownation)
- 2015: Bereit zu wagen (CD, Rebel Records)
- 2015: Lieder, die wir für Deutschland schrieben (CD, Rebel Records) (geremasterte Version des 2005 erschienenen gleichnamigen Albums)
- 2023: Ab heute frei (CD, Rebel Records)

### Splitalben
- 2008 Voices of Unity (Frontalkraft/White Wash), (CD, Rebel Records)
- 2018 Wir stehen fest! (Frontalkraft/Blitzkrieg/Confident of Victory), (CD, PC-Records/OPOS Records/Rebel Records)

### Bandprojekte
- 2013: Stimmen der Freiheit (Zusammenarbeit zwischen den Mitgliedern der Bands: Blutzeugen, Blitzkrieg, Frontalkraft, Heiliger Krieg und Paranoid) – Die Gedanken sind frei (CD, OPOS Records)
- 10. Mai 2015: 50 Jahre Lunikoff (Zusammenarbeit zwischen den Mitgliedern der Bands: Act of Violence, Griffin, Division Germania, Frontalkraft, Tätervolk, Uwocaust, Stahlgewitter, Exzess und Paranoid) Gratislied, welches ausdrücklich nicht zum Download oder zum Verkauf vorgesehen worden ist, exklusiv veröffentlicht auf dem Videoportal YouTube (PC-Records).

### Samplerbeiträge
- 1997: Skinrock Deutschland, Teil 1 (CD, DiKo Musikverlag)
- 1998: Best of DiKo – DiKo 001 bis DiKo 018 (CD, DiKo Musikverlag)
- 2004: Solidarität (CD, Gemeinschaftsveröffentlichung von Front Records und PC-Records)
- 2004: Anpassung ist Feigheit – Lieder aus dem Untergrund (CD, Freie Kameradschaften)
- 2007:  Perspektiven schaffen – Weg mit dem Alltagsgrau! (CD, Partei National Orientierter Schweizer)
- 2008: Berlin – Brandenburg 2 (CD, Rebel Records)
- 2008: For Faith and Folk – Vol. 1 (CD, Revence Records)
- 2009: 8. Thüringentag der Nationalen Jugend 2009 – Live in Arnstadt (CD, Germania Versand)
- 2009: Solidarität – Liederabend in Brandenburg (als Sten) (CD, Rebel Records)
- 2009: AG Wiking – Heimat ist auch Jugendsache (CD, AG Wiking Wilhelmshaven)
- 2010: Freiheit statt BRD! Schulhof-CD (NPD)
- 2011: Tribute to Triebtäter (CD, Rebel Records)
- 2012: 8. Rock für Deutschland (CD, Rebel Records/Germania Versand/Gjallarhorn Klangschmiede)
- 2012: Solidarität IV als Sten (CD, PC-Records)
- 2014: Berlin – Brandenburg 3 (CD, Rebel Records)
- 2016: Back to the Basement (CD, Basement Records)

### Best-Of-Alben
- 2007: 1992–2007, 15 Jahre Frontalkraft (3er-LP-Box, Gemeinschaftsveröffentlichung von Rebel Records und 4uVinyl Records)
- 2010: Schwere Zeiten (Doppel-CD in DVD-Box, Rock-O-Rama)

### Videos
- 2007: Dresden Pappritz der Sachsentag 2007 (DVD, PC-Records)
- 2010: 8. Thüringentag der Nationalen Jugend 2009 – Live in Arnstadt (DVD, Germania Versand)